# Podstatné jméno
Podstatné jméno (též substantivum) je ohebný slovní druh, který označuje názvy osob, zvířat, věcí, vlastností, dějů a vztahů. Je hlavním (i když ne jediným) slovním druhem, který ve větě vystupuje jako argument slovesa.

## Rozdělení podle obecnosti
Podle významu lze rozlišovat podstatná jména:[zdroj?]
- konkrétní (konkréta, sg. konkrétum[1]) – označují názvy osob, zvířat a věcí; lze je dělit na:
  - 1. obecná (apelativa)
  - 2. vlastní (propria)
- abstraktní (abstrakta, sg. abstraktum[2]) – vyjadřují názvy vlastností, dějů, činností a stavů.

## Podstatná jména slovesná
Podstatná jména slovesná jsou odvozena ze slovesného tvaru:[zdroj?]
- u sloves, která nemají příčestí trpné, za pomoci přípony -nutí (např. procitnout – procitnutí, stárnout – stárnutí apod.),
- u sloves s příčestím trpným končícím na -en za pomoci přípony -ení (např. nalezen – nalezení, ukraden – ukradení, zasažen – zasažení apod.).

## Podstatná jména s omezeným číselným paradigmatem
Substantiva obvykle vyjadřují jednotné číslo i množné číslo. Existují však skupiny substantiv, u nichž je tvoření obou čísel omezené. Lze je rozdělit na singularia a pluralia.

### Singularia
Singularia tvoří výhradně nebo převážně jednotné číslo. Označují obvykle jevy, vnímané jako nestrukturované, neohraničené, jedinečné. Množné číslo, pokud se vyskytuje, slouží k označení druhové různosti, intenzity nebo opakování. Je jich několik druhů:
- jména látková – označují jednolitý materiální jev, vnitřně nečleněné kontinuum – potraviny, chemické prvky, soudržné materiály apod.: voda, olej, písek, mouka. Plurál označuje jasně vymezený celek (dvě vody – tj. lahve vody) nebo intenzitu (rozbouřené vody).
- jména hromadná – označují fyzicky členitelný jev, který je ovšem vnímán jako jev jednolitý: nádobí, listí, žactvo, vojsko, mládež, borůvčí, stádo, roj. Plurál se u nich vyskytuje, pokud chceme kvantifikovat několik jasně vymezených celků (znepřátelené armády, vlčí smečky).
- abstrakta – singularita vyplývá z jejich povahy – označují nefyzické jevy: nebezpečí, lakomost, demokracie. Pokud dochází k jejich konkretizaci, mohou snadno plurál tvořit: pronášená moudra, zapomenuté lásky.
- unika – slova označující jednotlivé jevy: vesmír, svět. S nimi úzce souvisí vlastní jména (propria), která označují jednotlivou osobu (místo, jev). Jména míst mají často gramatický tvar množného čísla (Kravaře, Postoloprty). Plurál u proprií a unik vzniká výjimečně, ale nikoli nesystémově: v naší třídě jsou tři Lukášové – znám několik Lhot – je více Prah, jedna nahoře, jedna dole. Plurál také někdy může signalizovat významový posun (malí Einsteinové; pátrejte, Sherlockové) nebo označení značky (dvě Toyoty). Zmnožení se někdy používá také pro deindividualizaci, které má označovanou osobu znevážit: A další, né 600, milión, dva milióny berou Jandové a jiní, každý rok.

### Pluralia
Pluralia neboli jména pomnožná mají tvar množného čísla, i když označují jedinou věc. Patří sem především názvy předmětů skládajících se ze dvou stejných částí (nůžky, kleště, brýle), některé běžné předměty, u nichž je původní motivace složení z více částí již skryta (dveře, kamna), části těla (záda), nemoci (spalničky, neštovice), svátky (Vánoce, Velikonoce, Hromnice) aj. Některá z nich mohou jednotné číslo tvořit ve specifických případech (roztržená kalhota).

## Mluvnické kategorie podstatných jmen
U podstatných jmen určujeme následující kategorie: pád, číslo, rod a vzor.

### Pád (casus)
Mluvnický pád je mluvnická kategorie, kterou flektivní jazyky obvykle vyjadřují vztah mluvnických jmen (podstatná, přídavná jména, zájmena, číslovky) k přísudku či jiným větným členům. Pády zpravidla mění tato jména podle koncovek, někdy i uvnitř slova (vnitřní flexe, ohýbání). V jednotlivých jazycích existuje různé množství pádů s rozličnými funkcemi.
Počet pádů v některých jazycích
02: bulharština, angličtina, švédština
04: němčina
06: latina, slovenština, ruština
07: čeština, polština, ukrajinština, dříve i slovenština
14: estonština
15: finština
Pády v češtině
1. nominativ s pádovými otázkami (kdo, co)
2. genitiv (koho, čeho)
3. dativ (komu, čemu)
4. akuzativ (koho, co)
5. vokativ (oslovujeme, voláme)
6. lokál (kom, čem)
7. instrumentál (kým, čím)

### Číslo (numerus)
Číslo je mluvnická kategorie, která udává počet účastníků děje. Ve většině jazyků (včetně češtiny) je kategorie čísla založena pouze na protikladu jednosti – mnohosti, nicméně v některých jazycích je struktura složitější. Vedle jednotného čísla (singulár) a množného čísla (plurál) se nejčastěji vyskytuje dvojné číslo (duál), z evropských jazyků např. ve slovinštině nebo lužické srbštině. Pozůstatky duálu najdeme také v češtině. Podstatná jména látková, hromadná a pomnožná mají pouze jedno číslo.

### Rod (genus)
Pojem „gramatický rod“ je bohužel přetížený: víceznačný. Rod podstatných jmen často souvisí jak s pohlavím, tak i s životností či neživotností. Tyto dva pojmy se tedy překrývají, každý však řeší své vlastní téma.

#### Jmenný rod
Jmenný rod (lat. genus nominis či jen genus) je mluvnická kategorie, která ovlivňuje skloňování podstatných jmen.
Ve většině indoevropských jazyků existují tři rody: rod mužský (maskulinum), rod ženský (femininum) a rod střední (neutrum). Rod mluvnický však nemusí vždy odpovídat rodu přirozenému:[zdroj?] Např. v češtině mohou být neživé věci jak rodu středního, tak i mužského nebo ženského.
Některé jazyky kategorii rodů podstatných jmen neznají – např. angličtina rozlišuje rody pouze u zájmen. Jiné jazyky mají rozsah jmenných rodů omezený, např. švédština rozlišuje pouze dva rody: společný a střední. Některé jazyky mohou mít rodů i více.[zdroj?]

#### Životný rod
Mj. i v češtině a v ruštině se v mužském rodě rozlišuje ještě rod životný (lat. animatum) a neživotný (inanimatum). Například polština má množné číslo jinak.
Jiné jazyky pak sice také řeší podobnou vlastnost, nicméně z poněkud jiného úhlu: Nemusí jít o jednoznačný ekvivalent, podobnost je pak pro studenta spíše na obtíž.

### Vzor (paradigma)
Vzor je podstatné jméno určené jako ukázka pro skloňování (deklinaci) dalších podstatných jmen stejného typu. Každý jazyk má vlastní inventář skloňovacích vzorů. V češtině se vyskytují následující hlavní vzory:
- čtyři vzory pro rod mužský životný – pán, muž, předseda, soudce,
- dva vzory pro rod mužský neživotný – hrad, stroj,
- čtyři vzory pro rod ženský – žena, růže, píseň, kost,
- čtyři vzory pro rod střední – město, moře, kuře, stavení.

Kromě toho ke každému vzoru existuje několik podvzorů, dále existují vzory pro zpodstatnělá přídavná jména (hajný, průvodčí, zlatý, bytná, vstupné, hovězí), a některá jména se skloňují nepravidelně (idea).
Několik podstatných jmen je v češtině úplně nesklonných (kupé, atašé). Vyjádření slovního pádu, ohýbání, však lze řešit přidáním opisného slova, které skloňování přijímá na sebe a mluva tak zůstává gramaticky pravidelná: „s panem atašé“, "v železničním kupé".